# 认知語文学
认知語文学是研究作为人类心理过程产物的书面和口头文本的科学。认知語文学研究将文本研究中出现的文献证据与实验研究结果进行比较，這些實驗領域包括认知心理學、生态心理学、神经科学與人工智能。 “重点不在于文字，而在于创造它的思想”。认知语言学旨在一方面促进文学、文本、語文学学科之间的交流，另一方面促进整个认知、进化、生态和人文科学领域的研究。 